# Finska mästerskapet i bandy 1921
Finska mästerskapet i bandy 1921 avgjordes i cupform. Tio lag anmälde sig till tävlingen och dessa lag var Helsingforslagen KIF, IFK, HJK och HPS, Viborgslagen VBJS (nuvarande Sudet), Reipas och IFK samt från Åbo lagen IFK Åbo, SLU och Urheiluliitto. HJK vann sitt första finska mästerskap efter att VBJS:n vunnit sex raka mästerskap.

## Resultat
| Lag 1                            | Resultat  | Lag 2                | Noterbart                            |
| -------------------------------- | --------- | -------------------- | ------------------------------------ |
| Viipurin Bandy & Jalkapalloseura | 9–2 (4-0) | Viipurin IFK         |                                      |
| HJK                              | 3–3       | IFK Helsingfors      | HJK vann omspel med 7-4              |
| Kronohagens IF                   | 2–0       | Helsingin Palloseura |                                      |
| IFK Åbo                          | 11–4      | SLU Turku            |                                      |
| IFK Åbo                          | 5–2       | Viipurin Reipas      | En spelare lämnade matchen i protest |

## Semifinaler
| Lag 1                            | Resultat  | Lag 2          | Noterbart                                                                             |
| -------------------------------- | --------- | -------------- | ------------------------------------------------------------------------------------- |
| Viipurin Bandy & Jalkapalloseura | walk over | IFK Åbo        | IFK Åbo stängdes av året efter på grund av att man lämnat walk over i den här matchen |
| HJK                              | 5–3 (2-1) | Kronohagens IF |                                                                                       |

## Final
| Lag 1                            | Resultat  | Lag 2 |
| -------------------------------- | --------- | ----- |
| Viipurin Bandy & Jalkapalloseura | 2–5 (1-3) | HJK   |

## Slutställning
| Placering | Lag                              |
| --------- | -------------------------------- |
| 1.        | HJK                              |
| 2.        | Viipurin Bandy & Jalkapalloseura |

## Finska mästarna
Saarinen, Siimes, Pylvänen, Tuiskunen, Tammisalo, Nissinen, Tolonen, Pietiläinen, Pekonen, Eklöw och Backman. Vissa delar av säsonger spelade  Kelin, Fallström, från Helsingfors respektive Finska Lappland, i laget.
HJK spelade under säsongen nio matcher, vann sex, spelade en oavgjord och förlorade två. VBJS spelade nio matcher, vann åtta och förlorade bara finalen.

### Fotnoter
1. ↑  Suomen Urheilulehti 5 januari 1921
2. ↑  Suomen Urheilulehti 10 februari 1921
3. ↑  Suomen Urheilulehti 27 januari 1921
4. ↑  Suomen Urheilulehti 3 februari 1921
5. ↑  Suomen Urheilulehti 3 mars 1921
6. 1 2  Suomen Urheilulehti 31 mars 1921